# Hunucmá
Hunucmá es una población de México en el estado de Yucatán cabecera del municipio del mismo nombre situada en el norponiente de la península de Yucatán. Cuenta con una población de 24.910 habitantes. El puerto principal del municipio es Sisal ubicado unos 23 km al norte de la cabecera municipal y una de las cuatro comisarías que integran el municipio junto con San Antonio Chel, Huncanab y Texán.

## Toponimia
El vocablo  Hunucmá significa etimológicamente en lengua maya, "agua de Ciénega". Fuentes erróneas lo traducen al castellano como 'solo respondió" o "contestó", por derivarse de la voces, juun, solo, y núuk, que quiere decir contestar, responder. Sin embargo, la connotación real es: Agua de ciénega

## Datos históricos
Se desconocen los datos exactos sobre la fundación de la ciudad de Hunucmá, se dice que es la tierra sagrada de Hunab Ku que estuvo en pleito durante años entre grupos mayas que buscaban dominar la posición estratégica del flujo de sal hacia el interior de la península. Se sabe que antes de la conquista de Yucatán la región donde se ubica la ciudad perteneció a la provincia de Ah Canul.
Después de la conquista la zona estuvo bajo el régimen de las encomiendas, entre las que se cuenta la de Beatriz de Montejo en 1571 que más tarde la heredó su marido, quien fue gobernador de Yucatán de 1571 a 1573, Diego de Santillán y Pineda.
- 1571: La villa fue ocupada y saqueada por piratas franceses que habían desembarcado en el puerto de Sisal incursionando las cuatro leguas que separan a Hunucmá del citado puerto. Estos piratas fueron después interceptados y apresados en la isla de Cozumel por fuerzas enviadas por el gobernador Diego de Santillán recuperándose el botín que se habían llevado.[8]
- 1825: Hunucmá figura como cabecera del partido de Camino Real Bajo, formado por los municipios de Tetiz, Kinchil, Samahil, Umán, Chocholá, Kopomá, Opichén, Maxcanú y Halachó.
- 1900: Hunucmá aparece como cabecera del municipio que se forma de tres pueblos: Samahil, Sisal y Ucú.
- 1921: Samahil se separa del municipio quedando solamente: Sisal y Ucú.
- 1924: La villa de Hunucmá adquiere el título de ciudad por decreto; mismo que es derogado poco tiempo después volviendo a ser villa. No obstante, transcurridos otros meses también se derogó el decreto que le diera el título de villa, quedando como pueblo.

## Galería

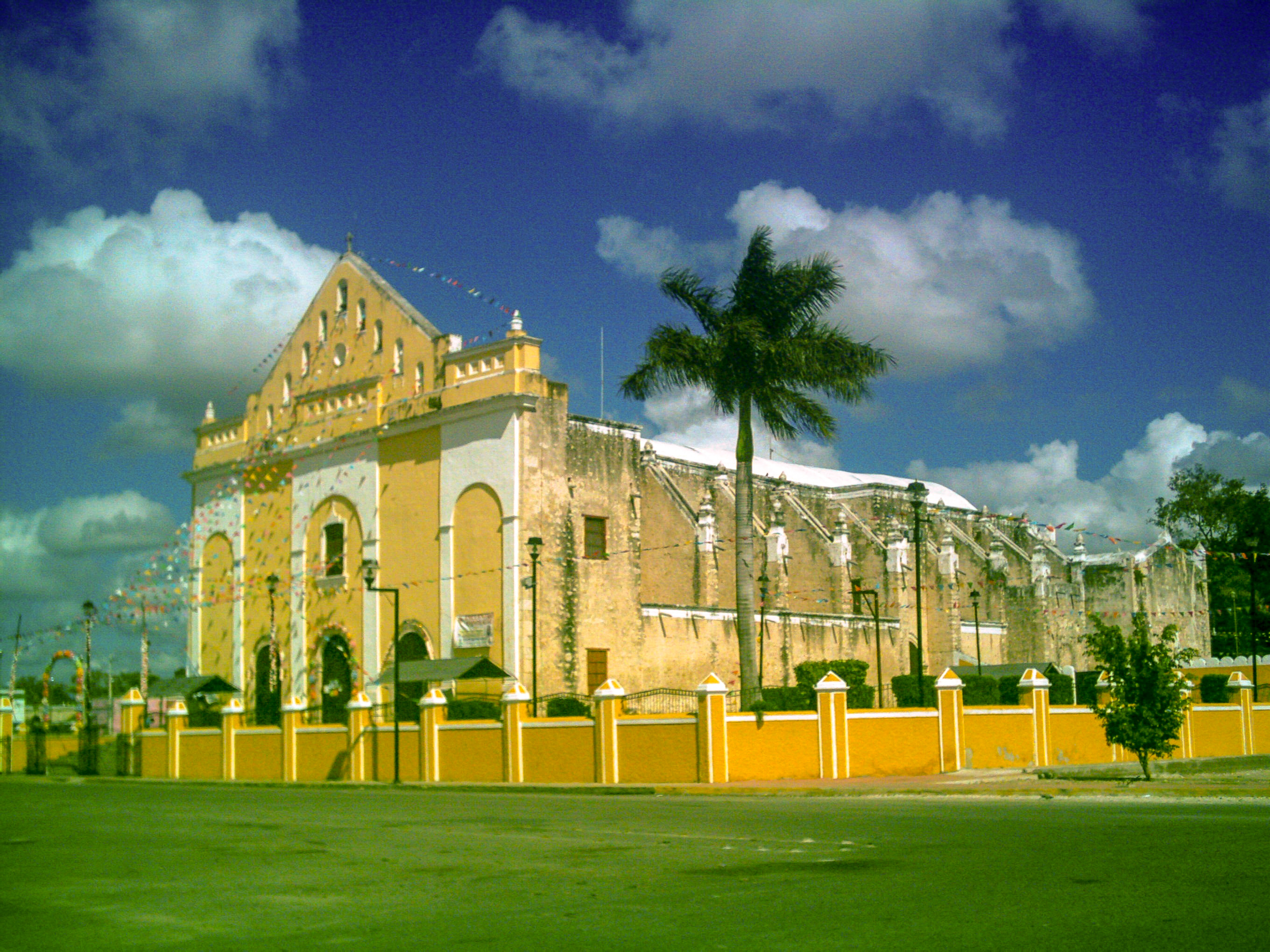
Iglesia principal de Hunucmá.
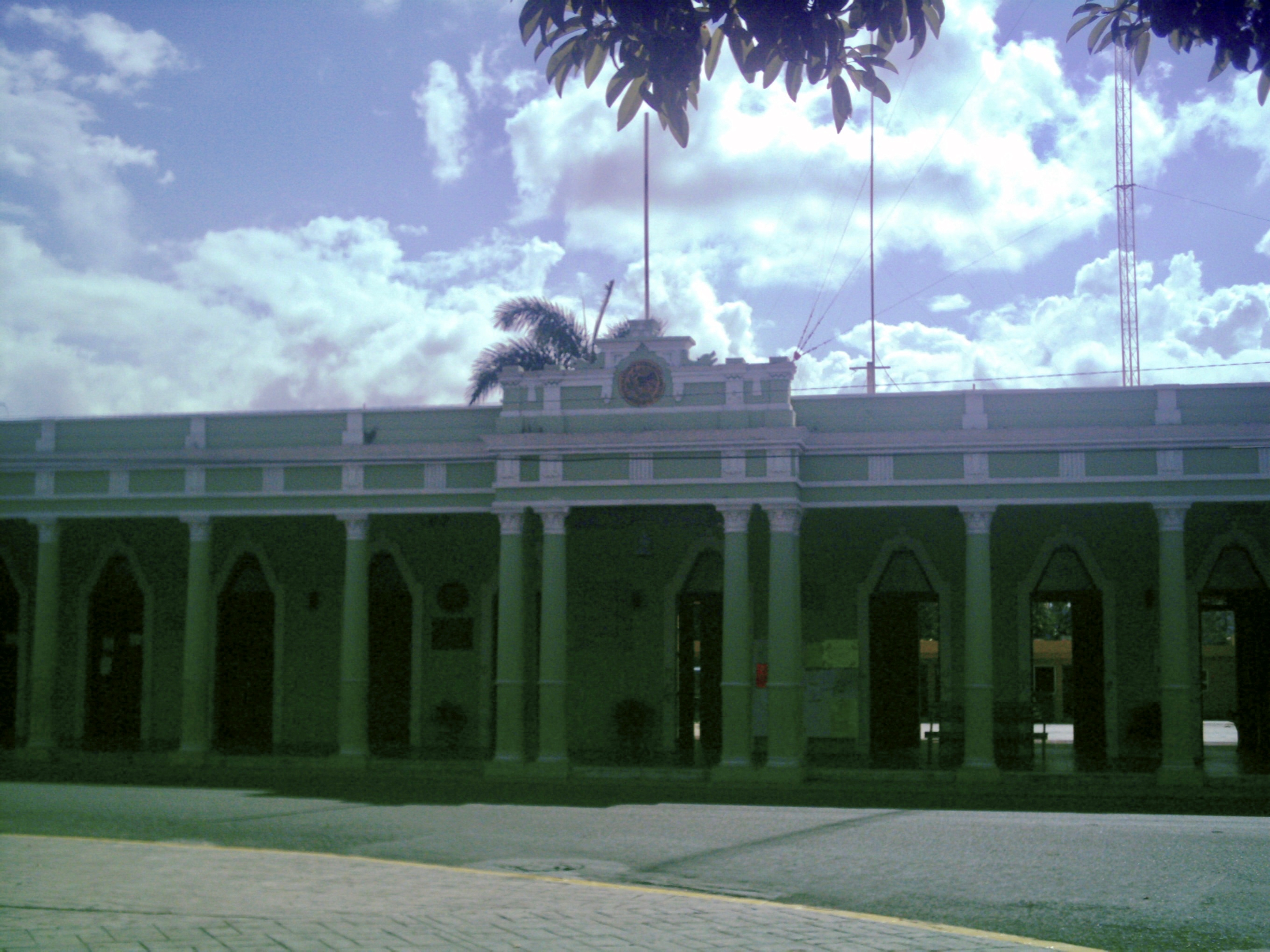
Palacio municipal de Hunucmá.
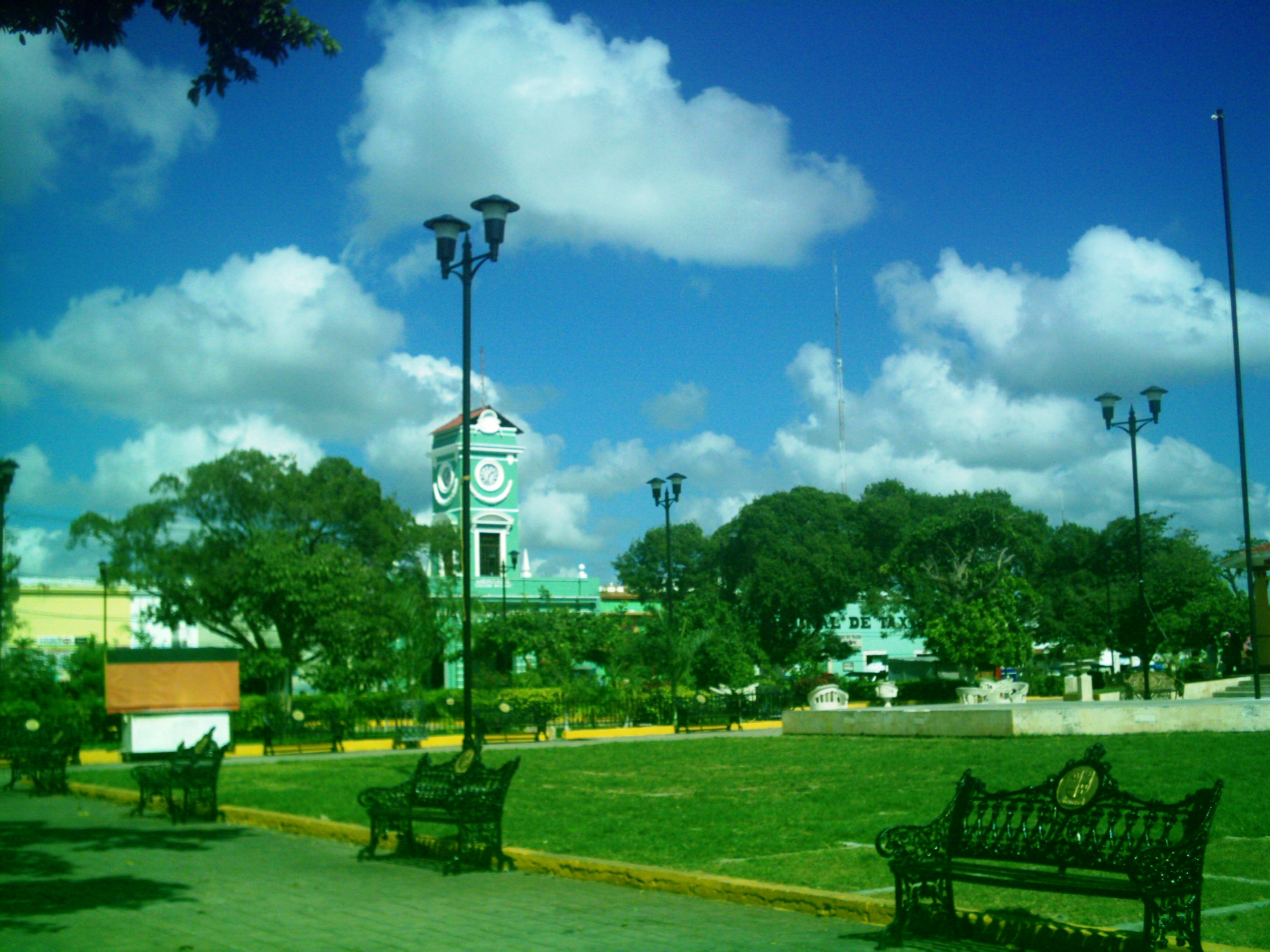
Parque principal de Hunucmá.
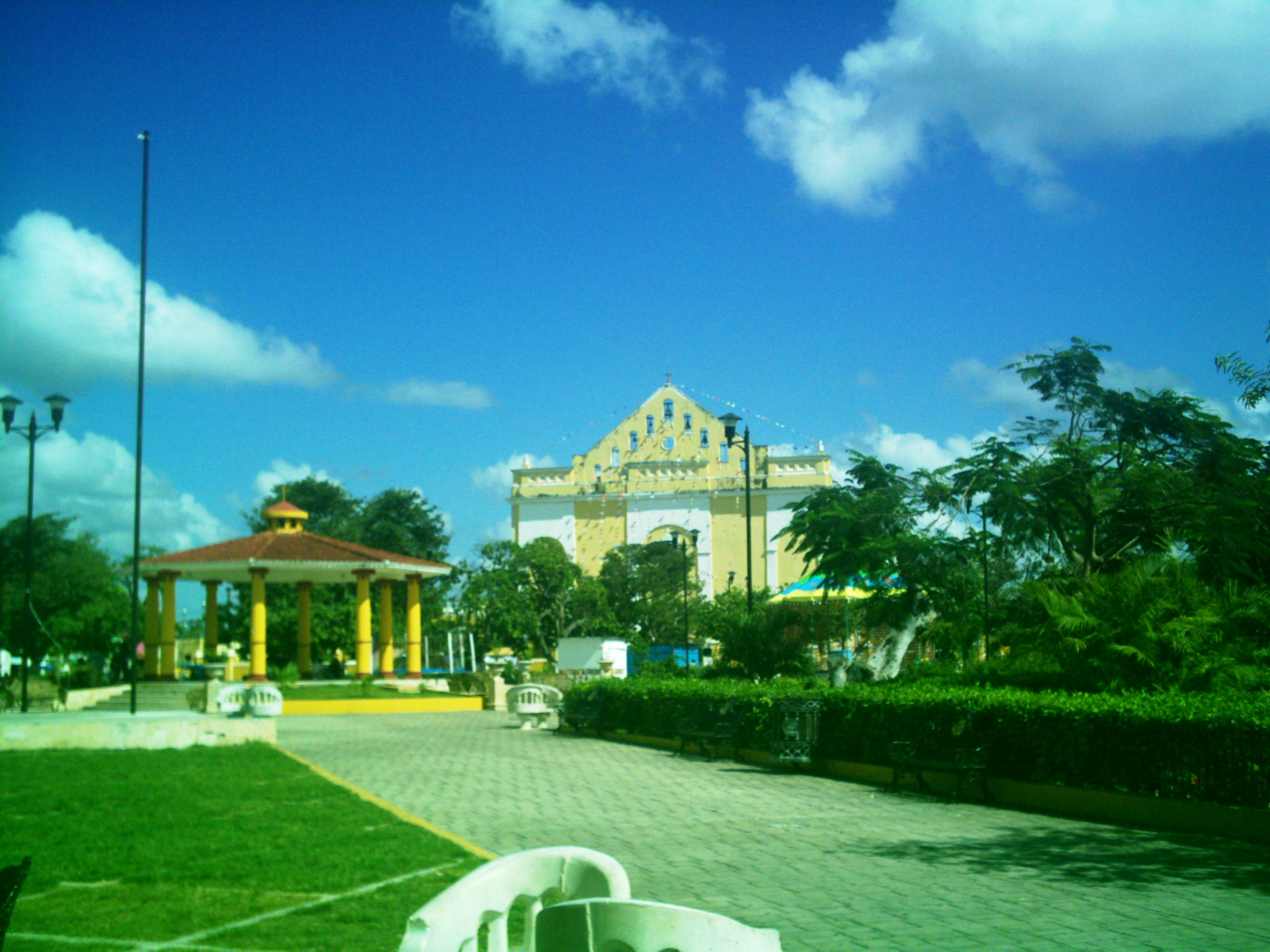
Parque principal de Hunucmá.